# 카메룬 영어권 위기
카메룬 영어권 위기(영어: Anglophone Crisis 앵글로폰 크라이시스[*], 프랑스어: Crise anglophone au Cameroun 크리스 앙글로폰 오 카메룬[*]) 혹은 암바조니아 전쟁, 카메룬 내전은 카메룬 내에서 영어권인 북서부주 및 남서부주에서 오랜 기간 이어졌던 카메룬 영어권 문제 끝에 암바조니아가 독립을 선포하면서 발생한 진행 중인 군사 분쟁이다. 카메룬 정부가 2016~2017년 카메룬 시위를 강압적으로 진압하자 이전에는 남카메룬 지역으로도 불렸던 카메룬 내 영어권 지역의 분리주의자가 유격전을 시작했고 나중에 독립을 선포했다. 두 달 만에 카메룬 정부는 분리주의자를 향한 전쟁을 선포하고 영어권 지역에 군대를 파견했다.
소규모 반란으로 시작된 분쟁은 단 1년만에 영어권 전역으로 퍼졌다. 2019년 여름까지 정부는 영어권 내 주요 도시와 일부 시골 지역을 장악했고, 암바조니아 분리주의자는 시골 일부를 장악한 채 때때로 주요 도시를 공격했다. 분리주의 반군은 때때로 이웃한 프랑스어권 지역인 리토랄주, 서부주 지역을 공격했다. 전쟁으로 수천 명이 사망했고 50만명 이상이 고향을 떠나 실향민이 되었다. 카메룬 정부는 나이지리아의 부하리 행정부의 지원을 받으며 최소 하나 이상의 암바조니아 단체가 비아프라 분리주의 단체와 동맹을 맺고 있다.
2019년 스위스가 중재한 평화 협상은 실패했고, 암바조니아 정치 위기로 내각이 분열되며 외교적 절차가 더욱 복잡해졌다. 2018년 나이지리아에서 인도된 분리주의 반군 지도자는 2019년 군사재판소에서 종신형을 선고받았다. 국제적인 휴전 압력이 거세지자 2020년 7월 카메룬은 수감된 지도자들과 협상을 시작했다. 이 회담은 수감중인 시시쿠 줄리우스 아육 타베외 다른 지도자와 카메룬 정부 대표 사이에서 열렸다. 회담장에서 아육 타베가 제안한 실질적인 협상이 이루어질 수 있는 "우호적 환경"을 조성해달라고 한 여러 조건을 카메룬 정부가 받아들여야 한다고 제안했다. 하지만 회담이 결렬되어 전투가 이어졌다.

## 배경

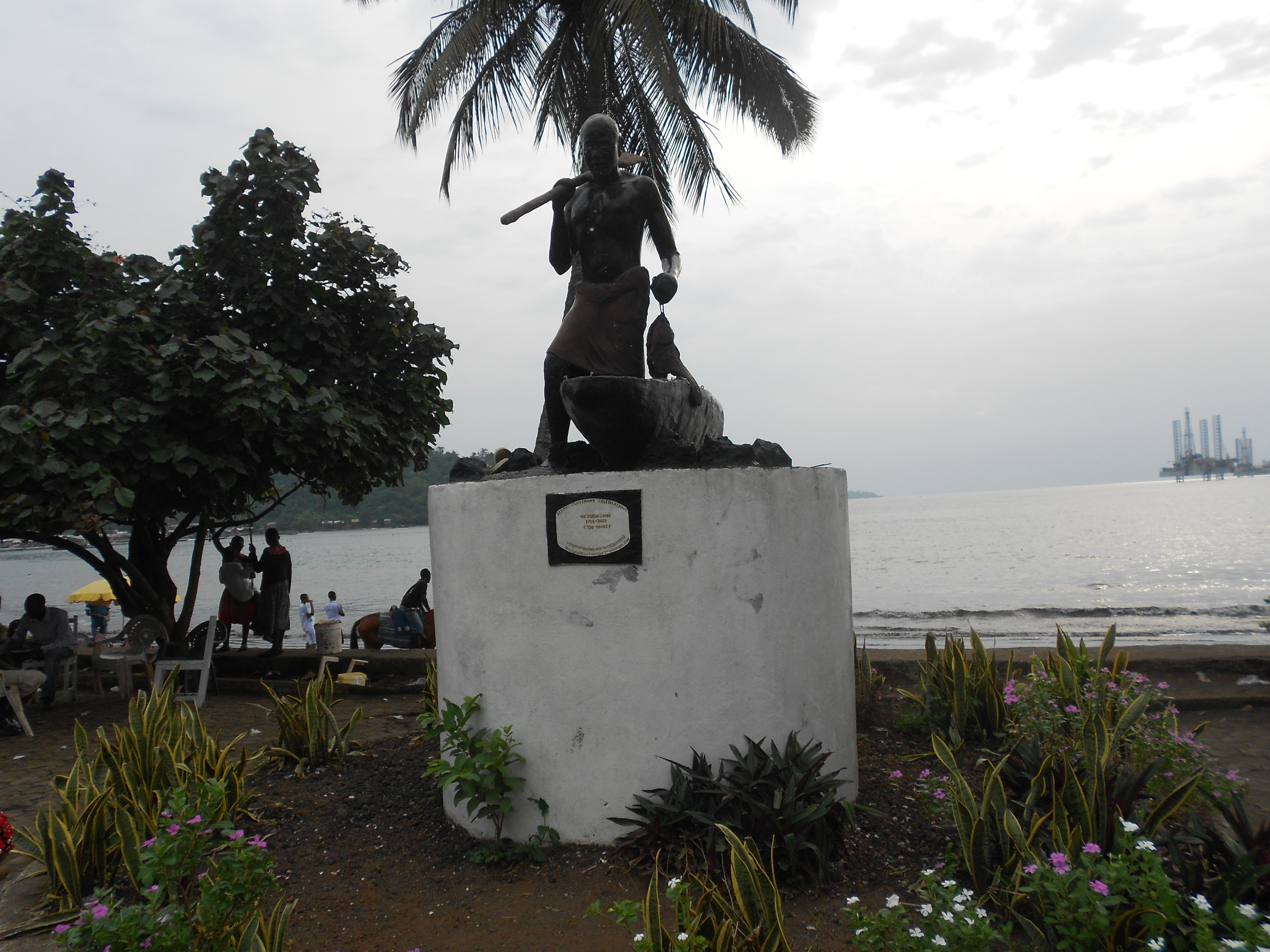
암바스만의 '빅토리아' 마을 탄생 150주년 기념상의 모습. 암바스만은 암바조니아라는 단어의 어원이 된다.

"암바조니아"(Ambazonia)라는 단어는 우리강 하구의 현지 이름인 암바스만, 혹은 암보제스(Ambozes)에서 왔다. 이 곳은 1858년 선교사 앨프레드 세커가 암바스만에 해방노예 정착촌을 세우면서 남카메룬에서 처음으로 영어권이 영구적으로 확립된 곳이다. 이 정착촌 이름은 '빅토리아'로 현대의 림베 지역이다. 1884년 이 지역은 빅토리아를 수도로 하는 "영국령 암바스만 보호령"이 되었다. 영국은 1887년 독일 제국에게 암바스만 지역을 양도하며 독일령 카메룬에 편입되었다. 독일은 빅토리아 내륙 지역의 행정권을 확립하는 데 어려움을 겪었으며 1907년까지 지역 내 폰(추장)간의 전쟁인 바풋 전쟁이 이어졌다.
제1차 세계 대전과 베르사유 조약 이후 독일령 카메룬은 프랑스와 영국의 국제연맹 위임통치령으로 분할되었다. 프랑스의 위임통치령은 흔히 카메룬으로 알려진 엣 독일 영토 거의 대부분을 차지했다. 영국령은 나이지리아 식민지 국경을 따라 길게 뻗은 땅으로 북카메룬과 역사적으로 암바스만으로 불렸던 남카메룬 둘로 구성되었다. 이 둘을 합쳐 영국령 카메룬을 이뤘다.

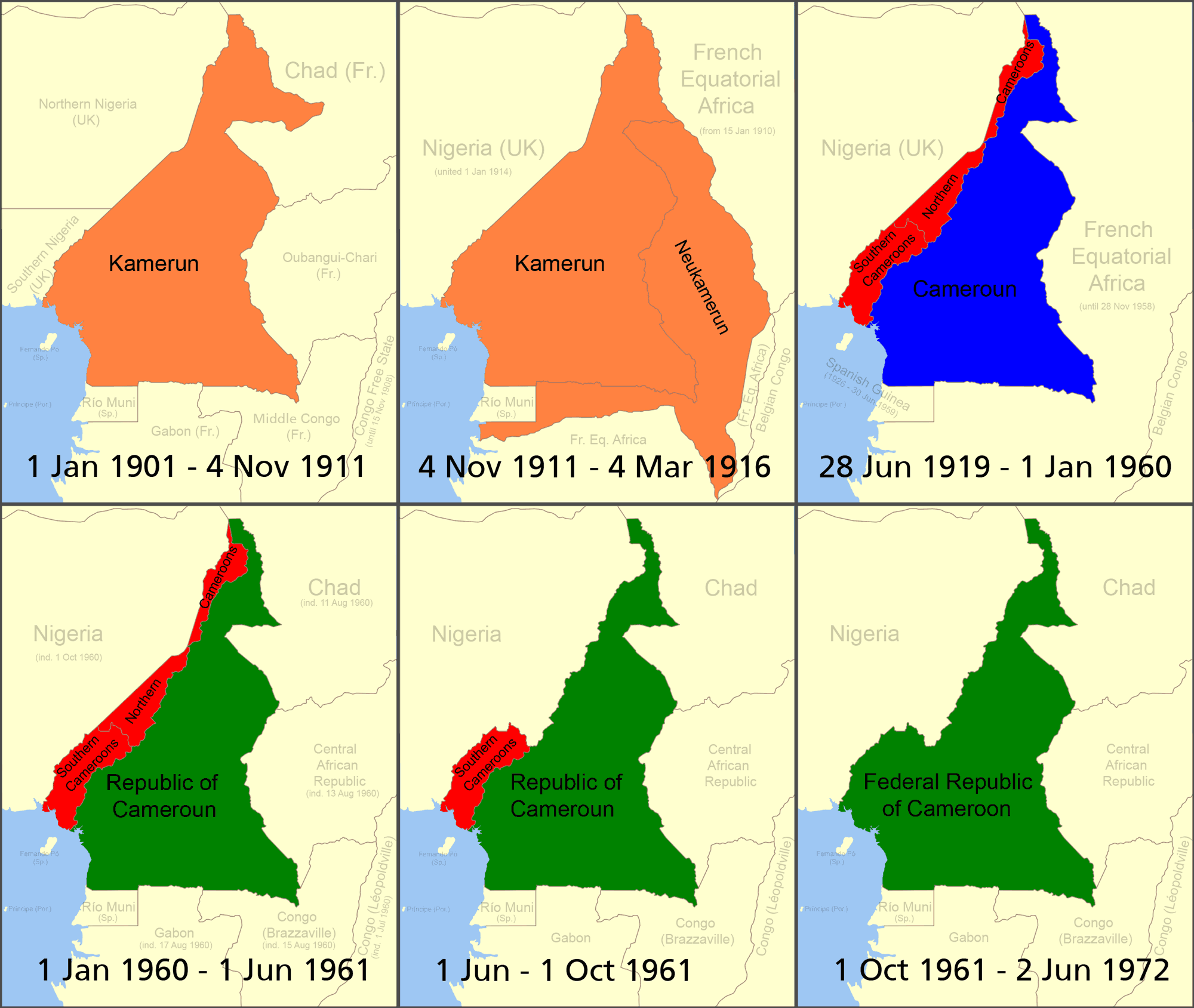
1901년부터 1971년까지 카메룬 지역의 국경 변화를 그린 지도

영국은 간접통치로 카메룬 지역을 관리했고 기존 원주민 체제 그대로 각 추장이 원주민을 관리할 수 있었다. 1953년 런던에서 열린 회의에서 남카메룬 대표단은 별도의 지역 분리를 요청했다. 영국이 이에 동의하면서 남카메룬 지역은 수도는 여전히 부에아인 자치지역이 되었다. 1954년에 첫 선거가 열렸고 1954년 10월 1일 E. M. L. 엔들리를 총리로 하는 제헌의회가 열렸다.
유엔은 1961년 2월 11일 영국령 카메룬 지역에 주민투표를 실시해 나이지리아와의 합병, 카메룬과의 합병 두 가지 선택 중 하나를 고르게 시켰다. 세 번째 선택인 독립의 경우에는 당시 유엔 신탁 통치 위원회의 영국 측 대표인 앤드류 코헨이 반대하면서 상정되지 못했다. 주민투표에서 북카메룬 유권자의 60%가 나이지리아와의 합병에 찬성했고, 남카메룬 유권자의 70%는 카메룬과의 합병에 찬성했다. 이런 결과는 더 큰 나이지리아에게 흡수지배 당할 수 있다는 일종의 두려움도 작용했다. 1959년 2월 1일 열린 선거에선 엔들리가 존 응구 폰차에게 패배했다.
남카메룬은 1961년 10월 1일 카메룬과 연합하여 "서카메룬"이라는 이름으로 별도의 총리를 두었다. 하지만 남카메룬의 영어권 주민은 80%가 프랑스어를 사용하는 정부로부터 동등한 대우를 받지 못한다고 느꼈다. 당시 대통령 아마두 아히조는 남카메룬이 연방에서 탈퇴해 천연자원을 가져가 버릴 지도 모른다고 생각했다. 1972년 5월 20일에는 프랑스어권 카메룬의 일방적인 국민투표를 통해 카메룬의 연방공화국 체제를 해체하고 단일 국가로 대체하며 대통령에게 더 많은 권한을 부여하는 신헌법을 통과시켰다. 남카메룬의 자치 지역 지위를 상실하고 카메룬 공화국의 남서부주와 북서부주가 되었다. 암바조니아 독립 찬성 단체들은 이 때 서카메룬의 대부분 의원이 개헌을 합법화하는 데 동의하지 않았으므로 이 개헌 자체가 헌법을 위반한 행위라고 주장한다. 이들은 남카메룬이 사실상 카메룬 정부에게 흡수합병 당했다고 주잗한다. 얼마 지나지 않아 카메룬 정부는 다시 개헌을 통해 아히조의 후임으로 프랑스어 사용자인 폴 비야를 총리로 두었다.
1985년 3월 20일 서한에서 영어권 카메룬의 변호사이자 카메룬 변호사 협회 회장인 퐁굼 고르지 딩카는 폴 비야가 이끄는 카메룬 정부는 위헌적이며 이전의 남카메룬 지역은 암바조니아 공화국으로 독립해야 한다고 선언했다. 딩카는 이듬해 1월 재판 없이 수감되었다. 3년 후 딩카는 나이지리아로 망명했다.
1993년 영어권 단체 대표들은 부에아에서 제1차 전영어권 회의(AAC1)를 개최했다. 이 회의에서는 1961년 연방을 복원하기 위한 개헌을 촉구하는 "부에아 선언"이 발표되었다. 1994년에는 바멘다에서 제2차 전영어권 회의가 개최되었다. 이 회의에서는 연방국가가 합리적인 시간 이내에 복원되지 않을 경우 남카메룬이 독립을 선언하겠다는 내용을 담은 "바멘다 선언"이 발표되었다. 이후 전영어권 회의는 남카메룬 인민회의(SCPC), 이후 남카메룬 인민 기구(SCAPO)로 이름을 바꾸었으며 행정집행기구로 남카메룬 국가위원회(SCNC)를 두었다. 청년 활동가들은 1995년 5월 28일 부에아에서 남카메룬 청년연맹(SCYL)을 결성했다. 청년연맹은 1995년 6월 1일 존 폰차가 이끄는 대표단을 유엔에 파견하여 프랑스 카메룬의 남카메룬 '합병'에 반대하는 청원서를 제출했고 유엔은 이를 접수했다. 이후 같은 해에 서명 주민투표가 실시되었고 주최 측은 315,000명이 투표에 참여해 독립 찬성 99%를 얻었다고 발표했다.
남카메룬 국가위원회는 경찰의 탄압으로 활동에 큰 방해를 받았다. 1997년 3월 23일 바멘다의 경찰캠프 급습으로 대략 10명이 사망했다. 경찰은 당시 200~300명을 체포했는데 대부분 국가위원회 지지자였지만 영어권에서 높은 지지를 받는 야당인 사회민주전선 당원도 포함되었다. 이후 재판에서 국제앰네스티와 국가위원회는 고문과 강압으로 입건했다는 실질적인 증거를 발견했다. 하지만 기습과 재판으로 국가위원회의 활동이 중단되었다. 이에 대응해 1998년 4월 소규모 파벌이 사회민주전선 고위급 인원이었던 에소카 은도키 무케테를 국가위원회 새 위원장으로 선출했다. 1999년 10월에는 1997년 재판에 기소되었던 인원 대부분이 유죄 판결을 받으면서 무케테가 이끄는 세력이 더욱 강경해졌다. 1999년 10월 1일 무장세력이 남카메룬의 독립을 선포하기 위해 라디오 부에아를 점령했으나 보안군이 개입해 실패했다. 이후 국가위원회의 간부와 회원 여러 명이 체포되었다. 경찰과의 충돌 후 2001년 카메룬 정부는 공식적으로 남카메룬 국가위원회를 불법 단체로 선언했다. 2006년에는 국가위원회의 한 파벌이 다시 암바조니아의 독립을 선포했다.

## 같이 보기
- 카메룬의 역사
- 서토골란드 반란
- 바카시 분쟁